# Ed Speleers
Edward John Speleers (født 7. april 1988) er en engelsk skuespiller og producer. Han er kendt for at spille titelrollen i Eragon (2007), antagonist Stephen Bonnet i tv-serie Outlander og Jimmy Kent i tv-serien Downton Abbey. Han har optrådt som Rhys Montrose i fjerde sæson af You (2023) og Jack Crusher i tredje sæson af Star Trek: Picard (2023).

## Filmografi

### Film
| År   | Titel                           | Rolle                 | Instruktør       | Noter                      |
| ---- | ------------------------------- | --------------------- | ---------------- | -------------------------- |
| 2006 | Eragon                          | Eragon                | Stefen Fangmeier | Filmdebut                  |
| 2011 | A Lonely Place to Die           | Ed                    | Julian Gilbey    |                            |
| 2012 | Love Bite                       | Jamie                 | Andy De Emmony   |                            |
| 2014 | Plastic                         | Sam                   | Julian Gilbey    |                            |
| 2015 | Howl                            | Joe                   | Paul Hyett       |                            |
| 2015 | Remainder                       | Greg                  | Omer Fast        |                            |
| 2016 | Alice Through the Looking Glass | James Harcourt        | James Bobin      |                            |
| 2017 | Breathe                         | Colin Campbell        | Andy Serkis      |                            |
| 2018 | The House That Jack Built       | Ed (Police Officer 2) | Lars von Trier   |                            |
| 2018 | Zoo                             | John                  | Antonio Tublen   | UK title: Death Do Us Part |
| 2019 | For Love or Money               | Johnny                | Mark Murphy      |                            |
| 2022 | Against the Ice                 | Bessel                | Peter Flinth     |                            |
| 2024 | Irish Wish                      | James Thomas          | Janeen Damian    |                            |
| 2024 | Midas Man                       | Tex Ellington         | Joe Stephenson   |                            |

### Kortfilm
| År   | Titel                      | Rolle        | Instruktør               | Noter           |
| ---- | -------------------------- | ------------ | ------------------------ | --------------- |
| 2010 | Deathless                  | John Ray     | Aimee Powell             |                 |
| 2011 | The Ride                   | Student      | Marion Pilowsky          |                 |
| 2012 | Metamorphosis: Titian 2012 | Actaeon      | Remi Weekes & Luke White |                 |
| 2013 | Turncoat                   | Nathan Reece | Will Gilbey              |                 |
| 2017 | Wale                       | —            | Barnaby Blackburn        | Producer        |
| 2020 | Dad Was                    | —            | Barnaby Blackburn        | Producer        |
| 2023 | Pylon                      | —            | Barnaby Blackburn        | Producer        |
| TBA  | Fudge Sundae               | Jack         | Georgia Redman           | Post-production |

### Tv
| År        | Titel                               | Rolle                                | Noter                                    |
| --------- | ----------------------------------- | ------------------------------------ | ---------------------------------------- |
| 2008      | Moving Wallpaper                    | Ed Speleers                          | 4 episoder                               |
| 2008      | Moving Wallpaper: The Mole          | Ed Speleers                          | Episode: "#1.6"                          |
| 2008      | Echo Beach                          | Jimmy Penwarden                      | 12 episodes                              |
| 2009      | Jirō Shirasu: Man of Honour         | Robin Cecil Byng                     | Episode: "Kantorî jentoruman e no michi" |
| 2010      | Witchville                          | Jason Grint                          | Television film                          |
| 2012–2014 | Downton Abbey                       | James "Jimmy" Kent                   | 17 episodes                              |
| 2015      | Wolf Hall                           | Edward Seymour, 1st Duke of Somerset | 4 episodes                               |
| 2015      | Agatha Christie's Partners in Crime | Carl Denim                           | 3 episodes                               |
| 2016      | Beowulf: Return to the Shieldlands  | Slean                                | 12 episodes                              |
| 2018–2020 | Outlander                           | Stephen Bonnet                       | 13 episodes                              |
| 2023      | You                                 | Rhys Montrose                        | 10 episodes                              |
| 2023      | Star Trek: Picard                   | Jack Crusher                         | 10 episodes                              |
| 2024      | Bring the Drama                     | Sig selv                             | Episode: "#1.5"                          |
| 2024      | The Famous Five                     | Mr. Roland                           | Episode: "Peril on the Night Train"      |
| TBA       | Star Trek: Legacy                   | Jack Crusher                         | TBA                                      |

### Teater
| År   | Titel    | Rolle           | Noter                                       |
| ---- | -------- | --------------- | ------------------------------------------- |
| 2018 | Rain Man | Charlie Babbitt | The Classic Screen to Stage Theatre Company |

### Computerspil
| År   | Titel         | Stemme         |
| ---- | ------------- | -------------- |
| 2006 | Eragon        | Eragon         |
| 2016 | Battlefield 1 | Daniel Edwards |